# Glitch (telessérie)
Glitch é uma telessérie australiana ambientada na cidade de ficção de Yoorana, Victoria, e é escrita por Louise Fox, Kris Mrksa e Giula Sandler, e dirigida por Emma Freeman. É produzido por Noah Burnett e Noah Fox, com Tony Ayres servindo como produtor executivo. Estreou dia 9 de julho de 2015 no canal ABC.
Após a primeira temporada recebeu dois Prêmios AACTA (Melhor Série de Drama, Melhor Trilha Sonora Original) e dois Prêmios Logie (Melhor Série de Drama, Melhor Direção em Série de Drama).

## Sinopse
James Hayes é policial na pequena cidade de Yoorana. No meio da noite ele é chamado para o cemitério local, onde descobrirá algo que vira seu mundo de cabeça para baixo. Sete pessoas saíram dos seus túmulos em perfeita saúde. Sem memória de suas identidades e de onde vieram, eles passam pela descrença e decidem descobrir quem são e o que aconteceu em suas vidas. O caso também torna-se profundamente pessoal para James quando ele reconhece um dos ressuscitados. Juntamente com a médica local Elishia McKellar, começa uma luta para manter o caso escondido dos colegas, moradores e do resto do mundo. O segredo o prova como um policial, marido e homem, uma vez que logo fica claro: as sete pessoas estão ligadas de alguma forma e alguém, que sabe a verdade sobre como e o por que voltaram a vida.

## Elenco

### Principal
- Patrick Brammall – Sgt. James Hayes
- Genevieve O'Reilly – Dra. Elishia McKellar
- Emma Booth – Kate Willis
- Hannah Monson – Kirstie Darrow
- Sean Keenan – Charlie Thompson
- Daniela Farinacci – Maria Rose Massola
- Ned Dennehy – Patrick Fitzgerald
- Rodger Corser – John / William Blackburn
- Emily Barclay – Sarah Hayes
- Andrew McFarlane – Vic Eastley
- Aaron McGrath – Beau Cooper
- Bill Collins – Phil (2ª temp.)
- Pernilla August – Nicola Heysen (2ª temp.)
- Luke Arnold – Owen Wilson (2ª temp.)

### Recorrente
- James Monarski – Carlo Nico
- John Leary – Chris Rennox
- Anni Finsterer – Caroline Eastley
- Lisa Flanagan – Kath
- Tessa Rose – Sharon
- Alyson Whyte – Lucy Fitzgerald
- Jacob Collins-Levy – Rory Fitzgerald
- Nicholas Denton – Angus Fitzgerald
- Connor Crawford – Matthew Fitzgerald
- Melissa Jaffer – Adeline Fitzgerald
- Rhys Martin – William Fitzgerald
- Janet W. Kruse – Mary Fitzgerald
- Leila Gurruwiwi – Kalinda
- Gerard Kennedy – Leon Massola
- Phoebe Gorozidis – Anna Massola
- Antonio Kapusi-Starow – Leon Massola (jovem)
- Belinda McClory – Vicky Carmichael
- Jana Zvedeniuk – Vicky Carmichael (jovem)
- Robert Menzies – Pete Rennox
- Greg Stone – Russel
- Edward Valent – Alessandro Nico
- Lex Marinos – Steve Tripidakis

## Exibição
Estreou dia 9 de julho de 2015 no canal ABC, sendo exibidos 6 episódios na primeira temporada. Em 15 de outubro de 2016, foi disponibilizada na Netflix, que anunciou que iria coproduzir a segunda temporada.
A segunda temporada estreou em 14 de setembro de 2017 na Austrália e em 28 de novembro de 2017 internacionalmente na Netflix.
A terceira temporada estreou em 25 de setembro de 2019 no Brasil pela Netflix.